# Johannes Schütz
Johannes Schütz (3 ottobre 2000) è un giocatore di football americano austriaco, che gioca come wide receiver per i Vienna Vikings.

## Palmarès
- 1 Campionato europeo di football americano Under-19 (2019)
- 1 ELF (2022)